# Munderkingen
Munderkingen est une ville de Bade-Wurtemberg (Allemagne), située dans l'arrondissement d'Alb-Danube, dans la région Donau-Iller, dans le district de Tübingen. Elle faisait partie des Cinq villes du Danube.

## Histoire
En 1703, durant la guerre de Succession d'Espagne, la ville et ses environs furent le lieu du combat (appelé dans les ouvrages français
combat de « Munderkirchen »). 